# آردن (کارولینای شمالی)
آردن (به انگلیسی: Arden) یک منطقهٔ مسکونی در ایالات متحده آمریکا است که در شهرستان بان‌کوم، کارولینای شمالی واقع شده است. آردن ۶۷۶٫۰۵ متر بالاتر از سطح دریا واقع شده است.